# Škoda Popular
O Škoda Popular é um automóvel fabricado na Tchecoslováquia pela Škoda de 1933 a 1946. Era o carro mais acessível da empresa na época.

## Conceito

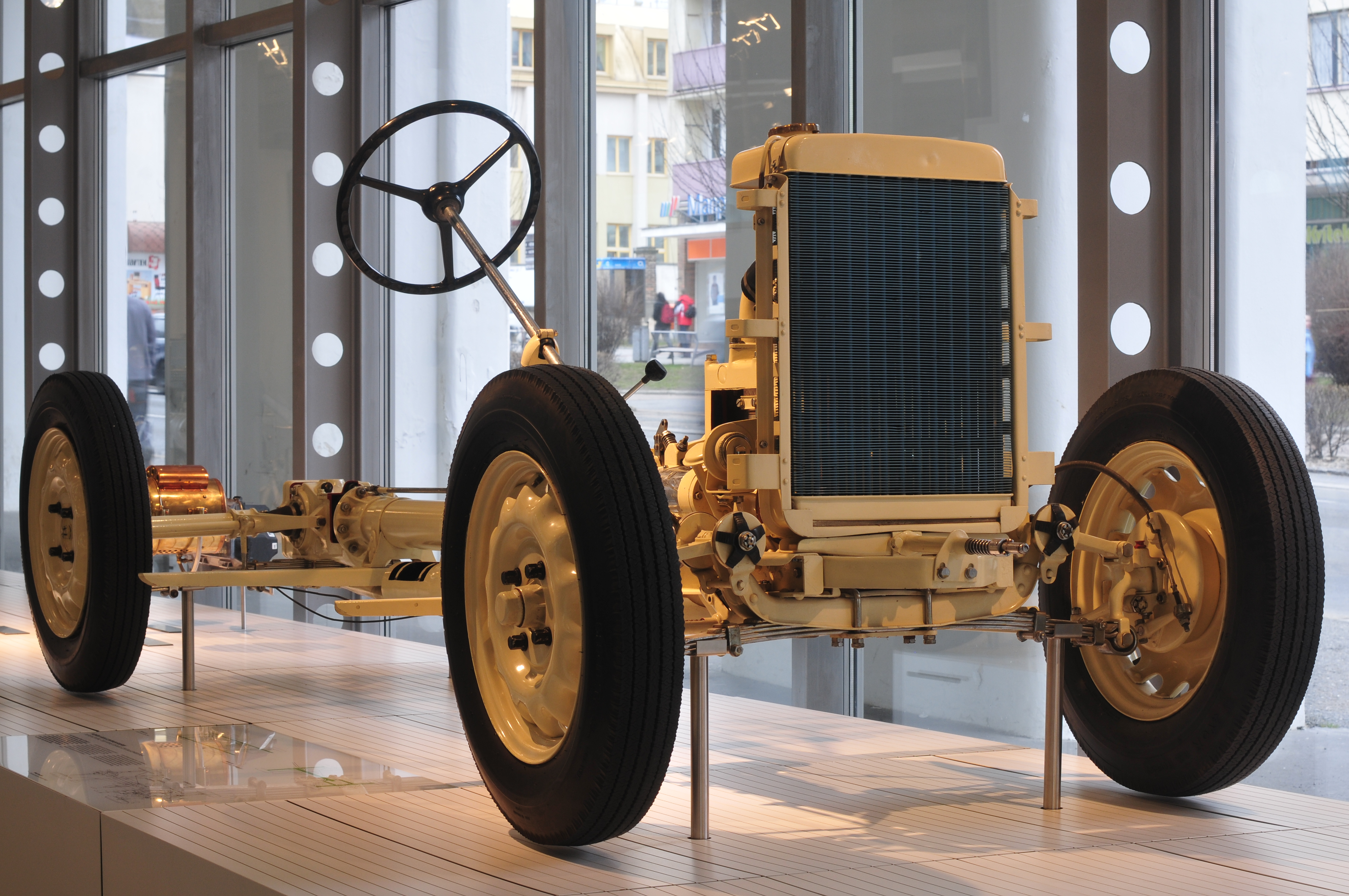
Chassi do Škoda Popular

No início da década de 1930, a Škoda introduziu uma nova linha de carros que diferia significativamente de seus produtos anteriores. Um novo design de chassi com túnel central e suspensão independente nas quatro rodas foi desenvolvido sob a liderança do engenheiro-chefe Vladimír Matouš e derivado daquele introduzido por Hans Ledwinka na Tatra. Usado pela primeira vez no modelo Škoda 420 Standard em 1933, visava resolver a falta de rigidez torcional da estrutura da escada.
O novo design do chassi tornou-se a base para os modelos Popular (845–1.089 cc), Rapid (1.165–1.766 cc), Favorit (1.802–2.091 cc) e Superb (2.492–3.991 cc). Em 1933, a Škoda tinha 14% de participação no mercado de automóveis da Tchecoslováquia e a terceira posição atrás da Praga e da Tatra. A nova linha fez da Škoda a líder de mercado em 1936, com 39% de participação em 1938.

## História do modelo
O primeiro carro da série foi o Škoda 420 Standard, lançado em 1933. Era um sedã de duas portas com distância entre eixos de 2.430 mm e motor de válvulas laterais de quatro cilindros de 995 cc e 20 cavalos de potência. Foram produzidos 421.

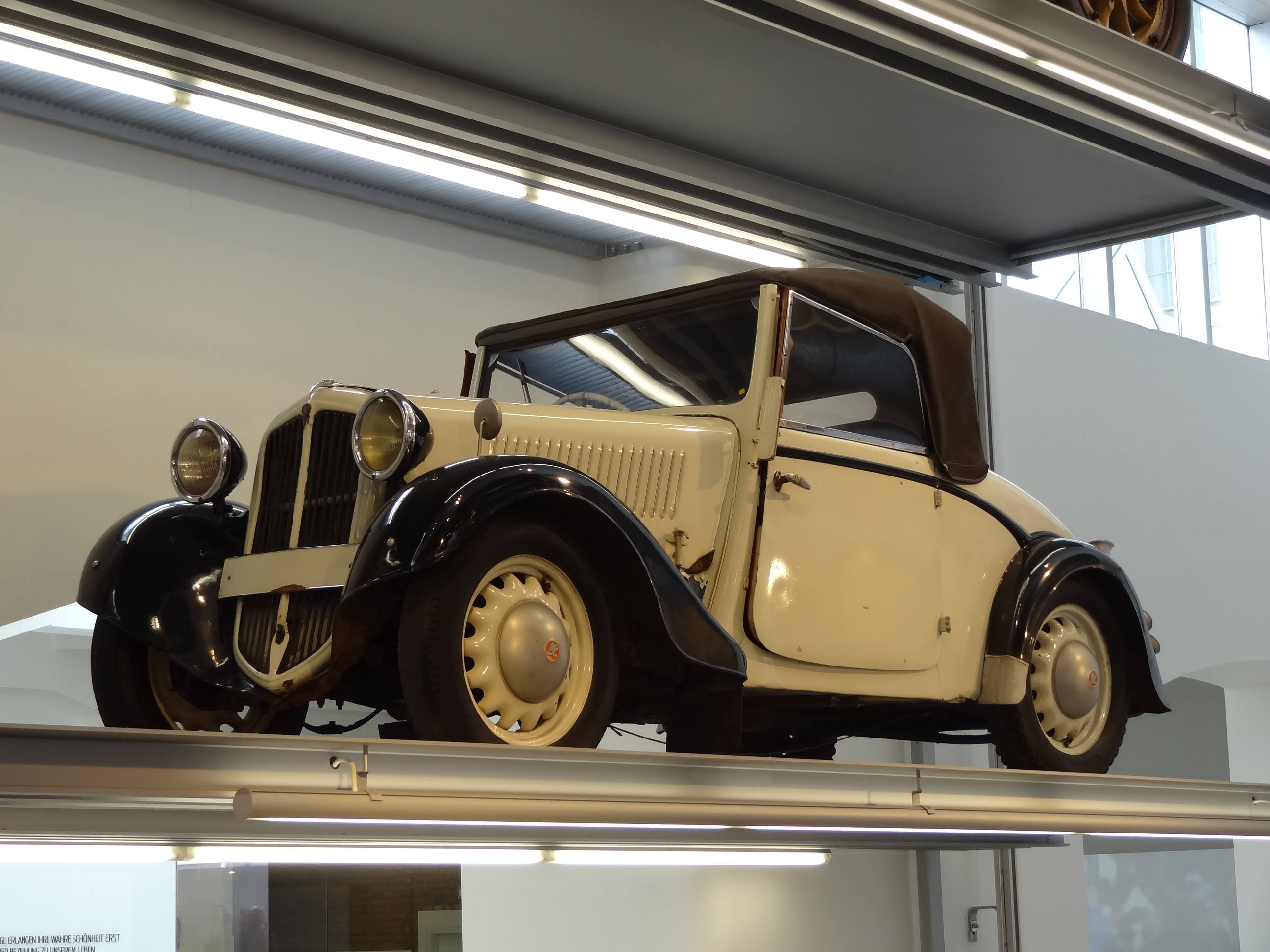
Škoda 418 Popular conversível de 2 lugares

Em 1934, a Škoda introduziu uma versão menor, o 418 Popular. Este tinha um chassi mais curto e um motor menor, com cilindrada de apenas 902 cc e produzindo 18 cavalos de potência. Um sedã de duas portas, um conversível de duas portas e quatro lugares e um roadster conversível de dois lugares foram oferecidos, juntamente com um furgão comercial com uma carga útil de 300 kg.
Em 1934, uma equipe de sete tchecoslovacos, incluindo o Dr. Zbislav Peters, o Barão Jan Nádherný z Borutína e o piloto de corrida Zdeněk Pohl, dirigiram quatro Škoda Popular conversíveis da Tchecoslováquia para a Índia. Eles deixaram Praga em 12 de maio, dirigiram 14.900 km pela Turquia, Síria, Afeganistão e Índia e chegaram a Calcutá em 10 de setembro.
A produção do 418 não continuou depois de 1934, e apenas 200 foram feitos, mas a Škoda aplicou o nome "Popular" às versões subsequentes do modelo 420 de 995 cc. Em 1935, a carroceria do 420 Popular foi revisada e a distância entre eixos foi aumentada de 2.300 mm para 2.430 mm, a mesma do 418 Standard original. Mudanças perceptíveis incluíram o aumento da inclinação da grade do radiador para dar ao carro uma aparência mais aerodinâmica. A Škoda continuou a oferecer versões de sedã de duas portas, um conversível de duas portas e quatro lugares, um roadster conversível de dois lugares e um furgão comercial, e ampliou a linha com um sedã de quatro portas com portas suicidas.
De 1934 a 1937, a Škoda produziu 4.200 modelos 420 Populars. Eles incluíam 330 conversíveis de duas portas feitos em 1936–37 para o Exército Tchecoslovaco.

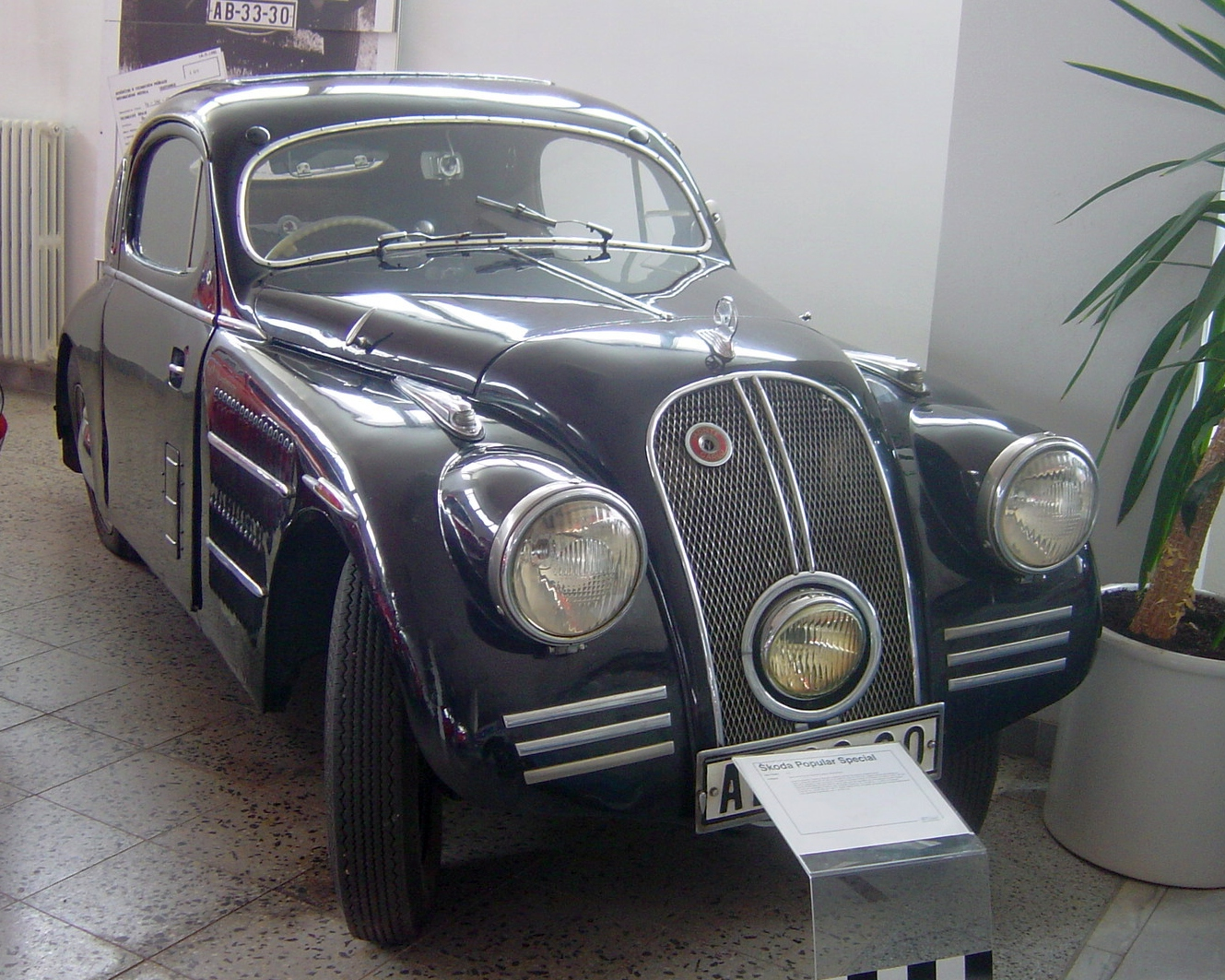
Škoda 420 Popular Special Sport

Em 1934, a Škoda lançou o Popular Special Sport, que era um carro fechado de dois lugares. Seu motor era o tamanho padrão de 995 cc, mas com sua potência aumentada para 26 cavalos de potência. Ele tinha uma carroceria revisada e aerodinâmica com uma grade de radiador curva e traseira fastback varrida. A partir de 1936, seu nome foi encurtado para Popular Special.
Em janeiro de 1936, Zdeněk Pohl e Jaroslav Hausman dirigiram um Popular no Rali de Monte Carlo, ficando em segundo lugar na classe de 1.500 cc. A Škoda lançou um modelo Popular Monte Carlo com um motor do Škoda Rapid de 1.386 cc, 31 cavalos de potência e freios ATE-Lockheed. Seu chassi era mais largo, mas tinha uma distância entre eixos mais curta de 2.300 mm. Foi oferecido nas versões Roadster, Roadster de Luxe e Coupé Sport fechado ou conversível. O rei Pedro II da Iugoslávia tinha um conversível de duas portas.

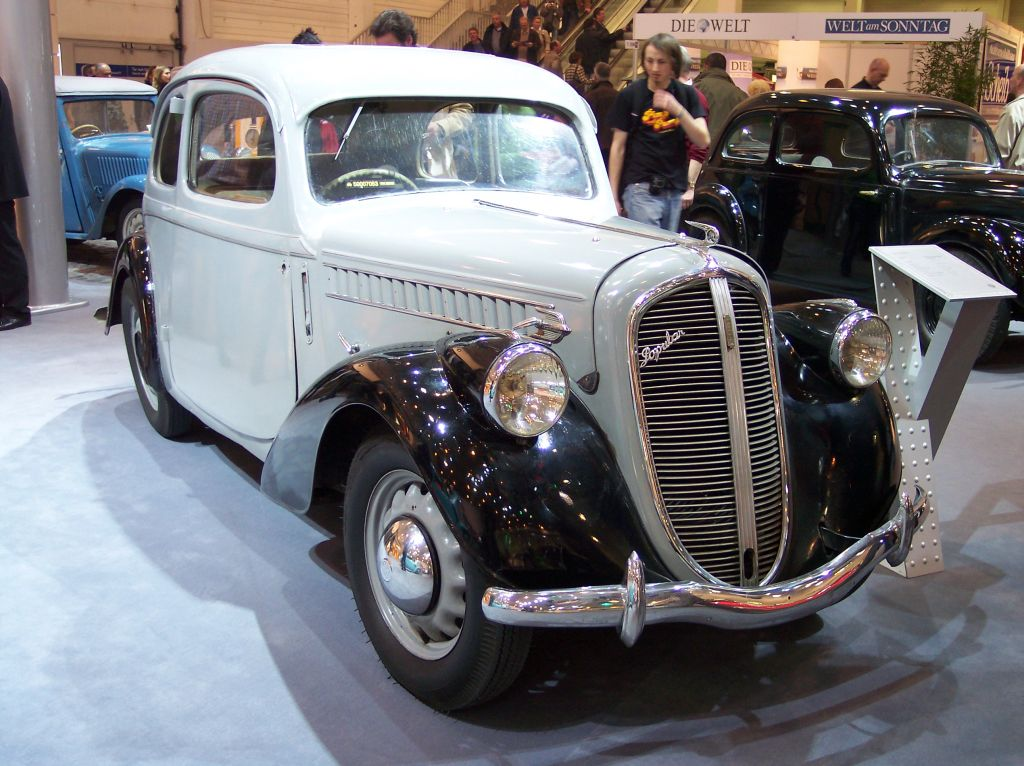
Škoda Popular OHV

Em 1937, a Škoda aplicou válvulas no cabeçote ao motor de 995 cc para criar o modelo Popular OHV. Este produzia 27 cavalos de potência e tinha uma velocidade máxima de 100 quilômetros por hora, mas era tão econômico quanto o de válvulas laterais. A distância entre eixos foi ligeiramente aumentada para 2.440 mm. O Popular OHV foi produzido até 1938 e um total de 5.500 foram feitos.
Em 1938, a Škoda ampliou o motor OHV para 1.089 cc, o que aumentou sua potência para 30 cavalos. O Popular 1100 OHV também tinha freios hidráulicos. As versões oferecidas incluíam um sedã de duas portas e quatro lugares, um conversível de duas portas e quatro lugares, um roadster conversível de dois lugares, um furgão comercial e uma ambulância. A produção continuou até 1946 e um total de 6.600 foram feitos.

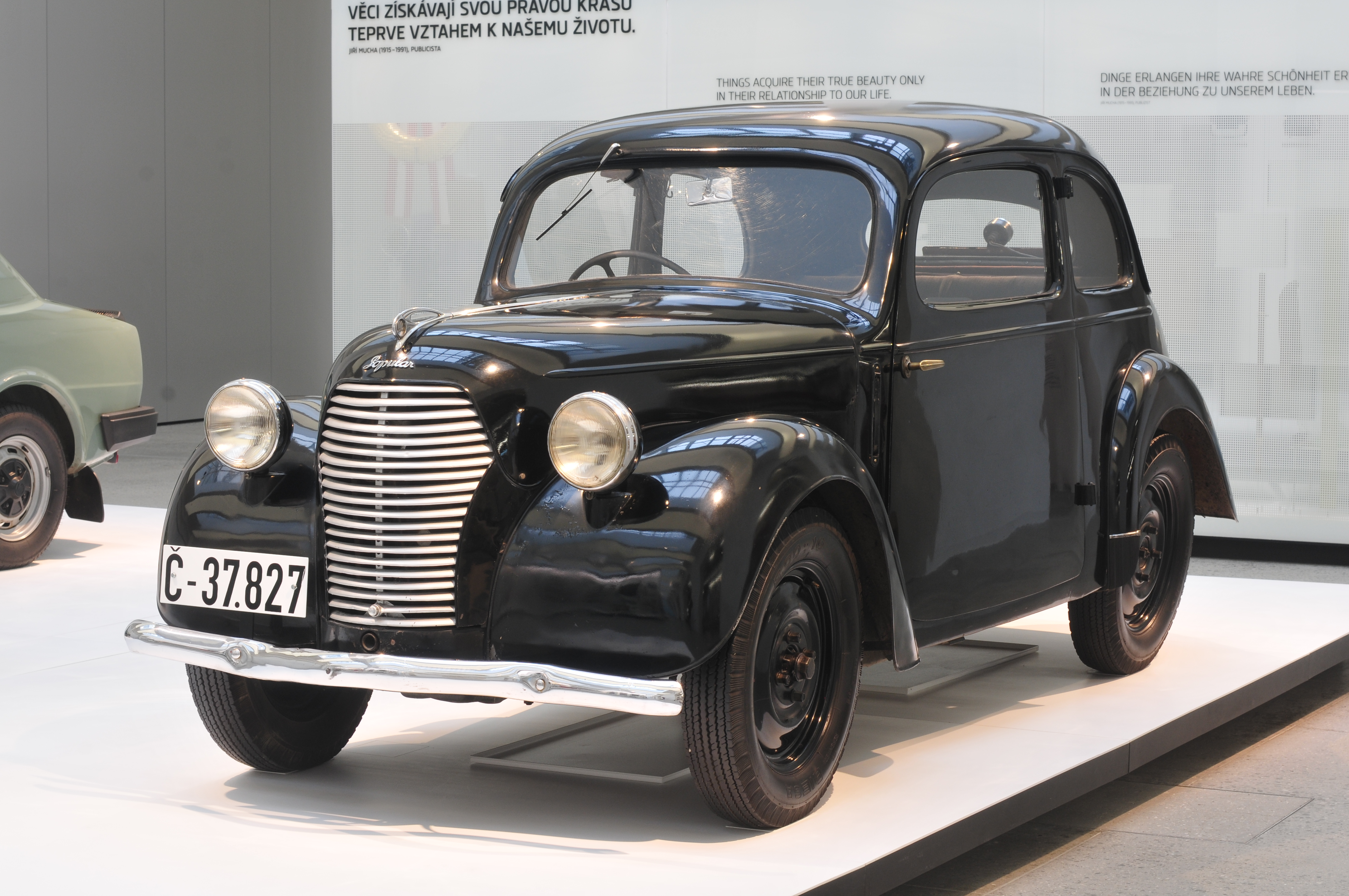
Škoda Popular 995 "Liduška"

Em 1939, a Škoda revisou a carroceria do modelo de 995 cc e o chamou de Popular 995 "Liduška". A grade do radiador é mais curva, mas também mais vertical. As versões oferecidas incluíam um sedã de duas portas, um furgão comercial e uma ambulância. O modelo foi produzido até 1946 e um total de 1.500 foram feitos.
Em 1940, a Škoda deu ao modelo de 1.089 cc a mesma carroceria do 995 "Liduška", aumentou sua potência para 32 cavalos e o chamou de Popular 1101. As versões incluíam um conversível de duas portas para o Exército Real Húngaro. A produção continuou até 1944 e um total de 1.019 foram feitos.
Após a Segunda Guerra Mundial, a Škoda revisou a carroceria do Popular 1101 para criar seu modelo sucessor, o Škoda 1101/1102 "Tudor".

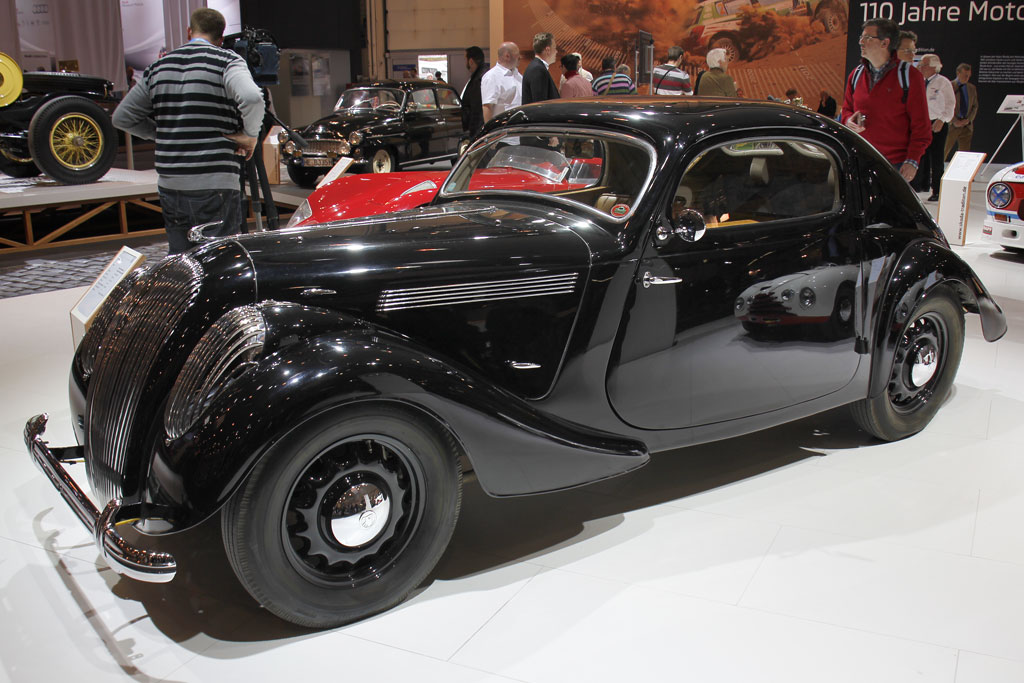
Škoda Popular Sport Monte Carlo

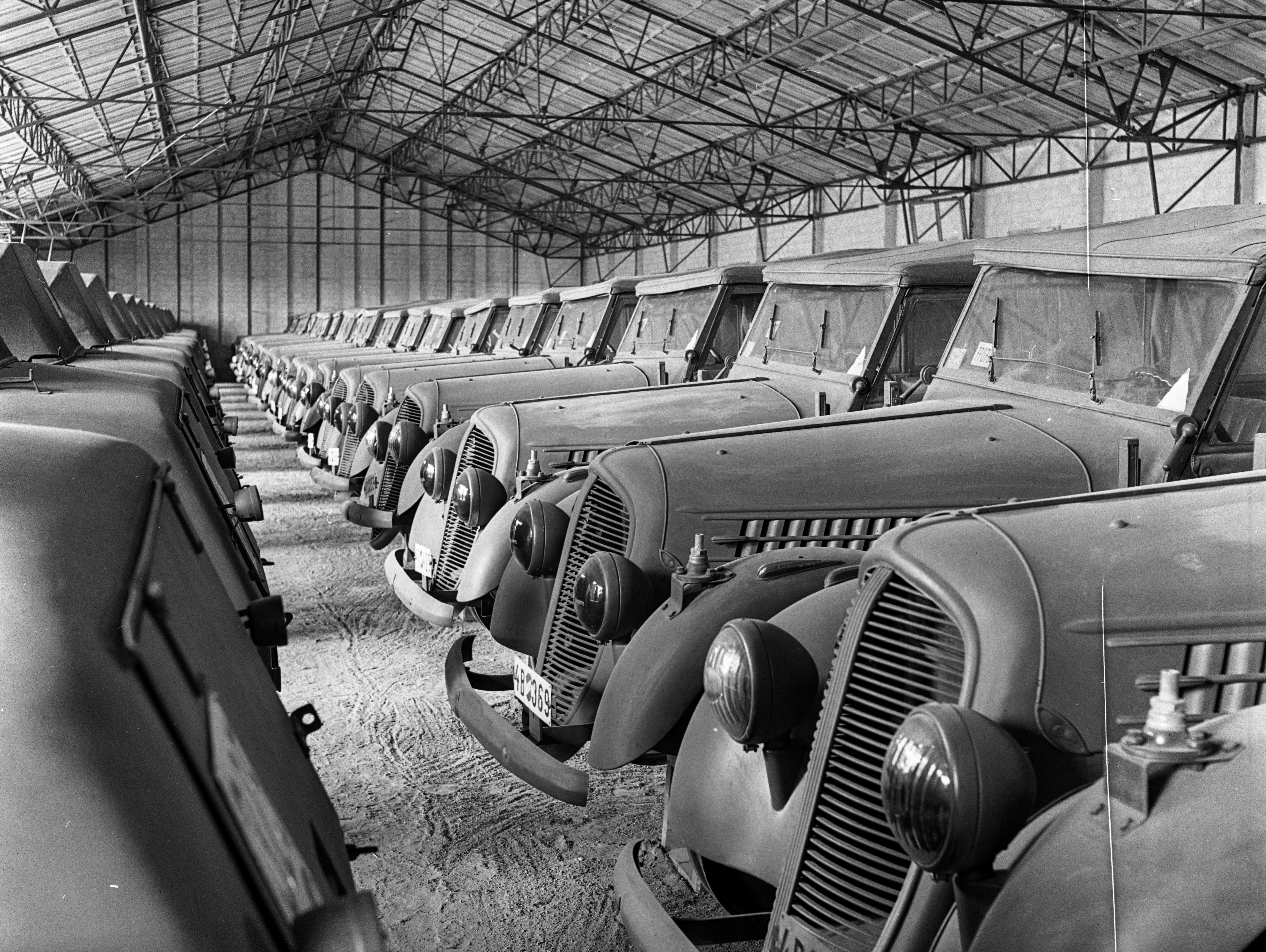
Conversíveis de 2 portas Škoda Popular 1101 do Exército Real Húngaro